# 黃本
黃本（1438年—？），字喬嶽，江西撫州府樂安縣人，明朝政治人物。進士出身。

## 生平
江西鄉試第五十八名。成化二年（1466年）丙戌科會試第三百二十七名，殿試登進士第三甲第八十八名。

## 家族
曾祖黃懌中。祖父黃貞明。父亲黃直道。